# Droga wojewódzka 777
Die Droga wojewódzka 777 (DW 777) ist eine 26 Kilometer lange Droga wojewódzka (Woiwodschaftsstraße) in der polnischen Woiwodschaft Heiligkreuz, die Sandomierz mit Maruszów verbindet. Die Strecke liegt im Powiat Sandomierski und im Powiat Opatowski.

## Streckenverlauf
Woiwodschaft Heiligkreuz, Powiat Sandomierski
-  Sandomierz (Sandomir) (DK 77, DK 79, DW 723)
- Gierlachów
- Rzeczyca Mokra
- Dwikozy
- Słupcza
-  Winiary (DK 79)
-  Zawichost (DW 755)
-  Piotrowice (DW 759)
- Linów

Woiwodschaft Heiligkreuz, Powiat Opatowski
-  Maruszów (DK 74)